# Vòng loại Giải vô địch bóng đá thế giới 1958 – Khu vực Bắc, Trung Mỹ và Caribe
Vòng loại Giải vô địch bóng đá thế giới 1958 – khu vực Bắc, Trung Mỹ và Caribe đóng vai trò là vòng sơ loại dành cho các đội tuyển thuộc khu vực này. Có tổng cộng 6 đội tuyển tham dự, cạnh tranh cho 1 suất duy nhất vào vòng chung kết World Cup 1958.

## Thể thức
Toàn bộ vòng loại gồm hai vòng:
- Vòng 1: 6 đội được chia thành 2 bảng, mỗi bảng gồm 3 độ (Bảng 1: Gồm các đội đến từ Bắc Mỹ và Bảng 2: Gồm các đội đến từ Trung Mỹ và Caribe) Các đội trong mỗi bảng thi đấu với nhau theo thể thức lượt đi và lượt về (sân nhà – sân khách). Đội đứng đầu mỗi bảng sẽ giành quyền vào vòng đấu cuối cùng.
- Vòng cuối: Hai đội nhất bảng từ Vòng 1 sẽ đối đầu theo thể thức lượt đi và lượt về. Đội thắng chung cuộc sẽ là đội giành quyền tham dự vòng chung kết World Cup 1958.

## Vòng 1

### Bảng 1
| VT | Đội    | ST | T | H | B | BT | BB | TLB   | Đ | Giành quyền tham dự |     |     |     |     |
| -- | ------ | -- | - | - | - | -- | -- | ----- | - | ------------------- | --- | --- | --- | --- |
| 1  | México | 4  | 4 | 0 | 0 | 18 | 2  | 9,000 | 8 | Vòng cuối           |     | —   | 3–0 | 6–0 |
| 2  | Canada | 4  | 2 | 0 | 2 | 8  | 8  | 1,000 | 4 |                     |     | 0–2 | —   | 5–1 |
| 3  | Hoa Kỳ | 4  | 0 | 0 | 4 | 5  | 21 | 0,238 | 0 |                     | 2–7 | 2–3 | —   |     |

| México                                                         | 6–0      | Hoa Kỳ |
| -------------------------------------------------------------- | -------- | ------ |
| C. Gutiérrez 14', 26' · Reyes 33', 69', 76' · H. Hernández 63' | Chi tiết |        |

| Hoa Kỳ            | 2–7      | México                                                                            |
| ----------------- | -------- | --------------------------------------------------------------------------------- |
| E. Murphy 5', 45' | Chi tiết | A. Hernández 22', 36', 82' · C. Gutiérrez 38' · H. Hernández 65', 87' · Sesma 79' |

| Canada                                                   | 5–1      | Hoa Kỳ             |
| -------------------------------------------------------- | -------- | ------------------ |
| McLeod 32' · Philley 35' · Hughes 55', 80' · Stewart 57' | Chi tiết | Keough 35' (ph.đ.) |

| México                                 | 3–0      | Canada |
| -------------------------------------- | -------- | ------ |
| C. González 5', 72' · C. Gutiérrez 46' | Chi tiết |        |

| Canada | 0–2      | México                      |
| ------ | -------- | --------------------------- |
|        | Chi tiết | C. Gutiérrez 8' · Sesma 28' |

| Hoa Kỳ                      | 2–3      | Canada                                 |
| --------------------------- | -------- | -------------------------------------- |
| Mendoza 42' · J. Murphy 80' | Chi tiết | Philley 9' · Steckiw 14' · Stewart 25' |

### Bảng 2
| VT | Đội                  | ST | T | H | B | BT | BB | TLB   | Đ | Giành quyền tham dự |     |     |     |     |
| -- | -------------------- | -- | - | - | - | -- | -- | ----- | - | ------------------- | --- | --- | --- | --- |
| 1  | Costa Rica           | 4  | 4 | 0 | 0 | 15 | 4  | 3,750 | 8 | Vòng cuối           |     | —   | 4–0 | 3–1 |
| 2  | Antille thuộc Hà Lan | 3  | 1 | 0 | 2 | 4  | 7  | 0,571 | 2 |                     |     | 1–2 | —   | NP  |
| 3  | Guatemala            | 3  | 0 | 0 | 3 | 4  | 12 | 0,333 | 0 |                     | 2–6 | 1–3 | —   |     |

| Guatemala                  | 2–6      | Costa Rica                                                     |
| -------------------------- | -------- | -------------------------------------------------------------- |
| Vickers 19' · Espinoza 87' | Chi tiết | Hernán 11', 28', 38' · Jiménez 17' · Montero 48' · Murillo 78' |

| Costa Rica                              | 3–1 (66') | Guatemala |
| --------------------------------------- | --------- | --------- |
| Jiménez 12' · Cordero 28' · Herrera 65' | Chi tiết  | López 61' |

| Costa Rica                          | 4–0      | Antille thuộc Hà Lan |
| ----------------------------------- | -------- | -------------------- |
| Herrera 16', 63' · Murillo 35', 67' | Chi tiết |                      |

| Guatemala | 1–3      | Antille thuộc Hà Lan            |
| --------- | -------- | ------------------------------- |
| López 51' | Chi tiết | De Lanoy 23', 31' · Meulens 65' |

| Antille thuộc Hà Lan | 1–2      | Costa Rica                |
| -------------------- | -------- | ------------------------- |
| Sambo 21'            | Chi tiết | Cordero 53' · Montero 60' |

| Antille thuộc Hà Lan | Không đá</ref> |  |
| -------------------- | -------------- |  |
|                      |                |  |

| report = 
| team2 =  Guatemala
| goals1 = 
| goals2 = 
| stadium = 
| referee = 
}}

## Vòng cuối
| VT | Đội        | ST | T | H | B | BT | BB | TLB   | Đ | Giành quyền tham dự |  | México | Costa Rica |
| -- | ---------- | -- | - | - | - | -- | -- | ----- | - | ------------------- |  | ------ | ---------- |
| 1  | México     | 2  | 1 | 1 | 0 | 3  | 1  | 3,000 | 3 | 1958 FIFA World Cup |  | —      | 2–0        |
| 2  | Costa Rica | 2  | 0 | 1 | 1 | 1  | 3  | 0,333 | 1 |                     |  | 1–1    | —          |

| México                   | 2–0      | Costa Rica |
| ------------------------ | -------- | ---------- |
| Belmonte 77' · López 86' | Chi tiết |            |

| Costa Rica | 1–1      | México    |
| ---------- | -------- | --------- |
| Soto 32'   | Chi tiết | López 27' |

## Đội tuyển vượt qua vòng loại
| Đội tuyển | Tư cách vượt qua vòng loại | Ngày vượt qua vòng loại | Số lần tham dự FIFA World Cup trước đây1 |
| --------- | -------------------------- | ----------------------- | ---------------------------------------- |
| México    | Chiến thắng Vòng cuối      | 27 tháng 10 năm 1957    | 3 (1930, 1950, 1954)                     |

1 Chữ in đậm chỉ đội vô địch năm đó. Chữ in nghiêng chỉ quốc gia đăng cai năm đó.

## Cầu thủ ghi bàn
Đã có 58 bàn thắng ghi được trong 13 trận đấu, trung bình 4.46 bàn thắng mỗi trận đấu.

5 bàn thắng
- Crescencio Gutiérrez

3 bàn thắng
- Salvador Reyes Monteón
- Hector Hernández
- Alfredo Hernández
- Jorge Hernán Monge
- Álvaro Murillo
- Rodolfo Herrera González

2 bàn thắng
- Enrique Sesma
- Carlos González
- Ligorio López
- Brian Philley
- Art Hughes
- Gogie Stewart
- Rubén Jiménez Rodríguez
- Danilo Montero Campos
- Mario Cordero
- Ed Murphy
- López
- Wilfred de Lanoy

1 bàn thắng
- Harry Keough
- Ruben Mendoza
- James Murphy
- Norm McLeod
- Ostap Steckiw
- Jorge Vickers
- Augusto Espinoza
- Hubert Sambo
- Edgard Meulens
- Juan Soto Quiros
- Jaime Belmonte